# Sportclub Heerenveen 2012-2013
Questa voce raccoglie le informazioni riguardanti lo Sportclub Heerenveen nelle competizioni ufficiali della stagione 2012-2013.